# Iveco Zeta

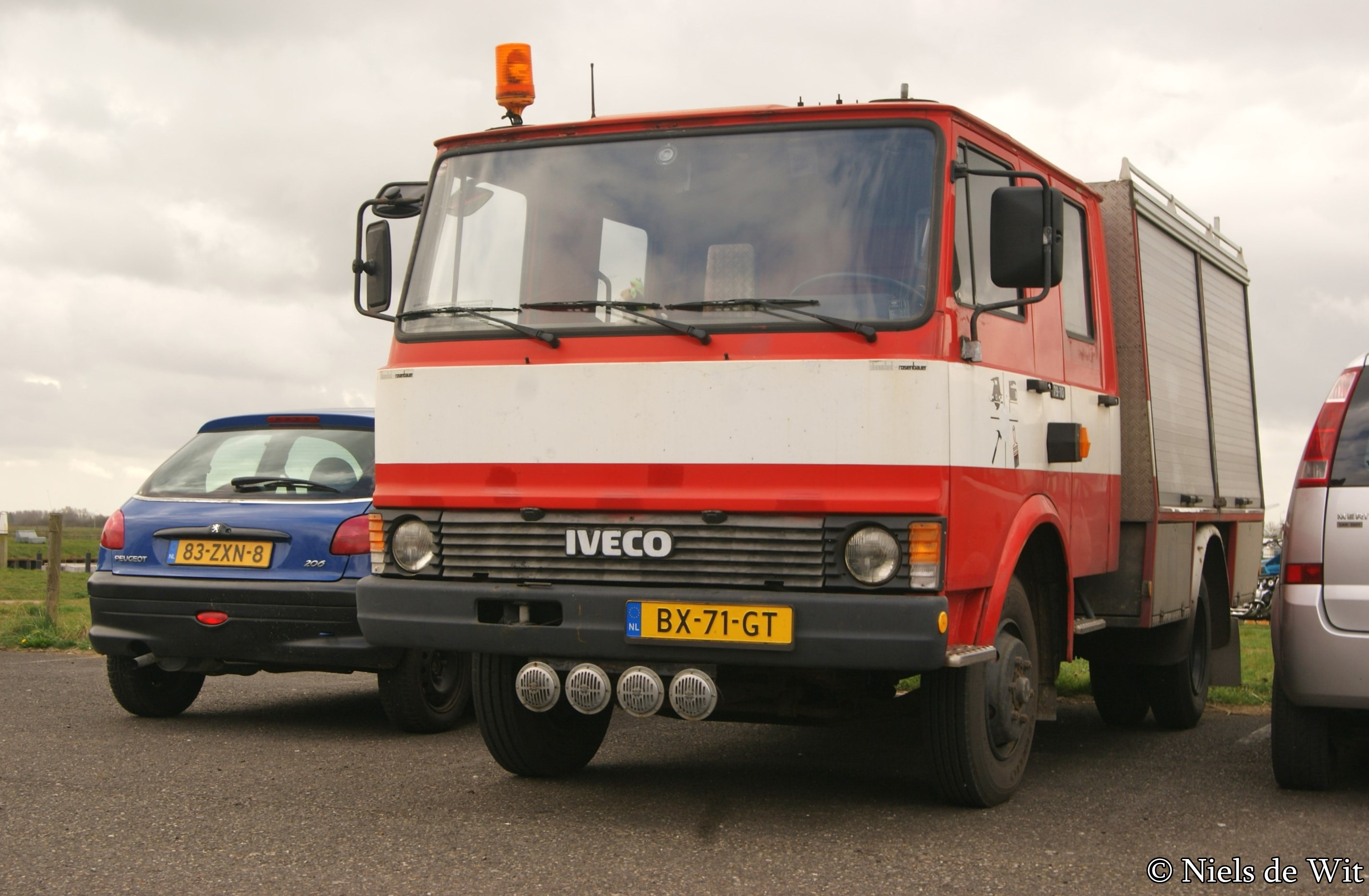
Iveco Zeta

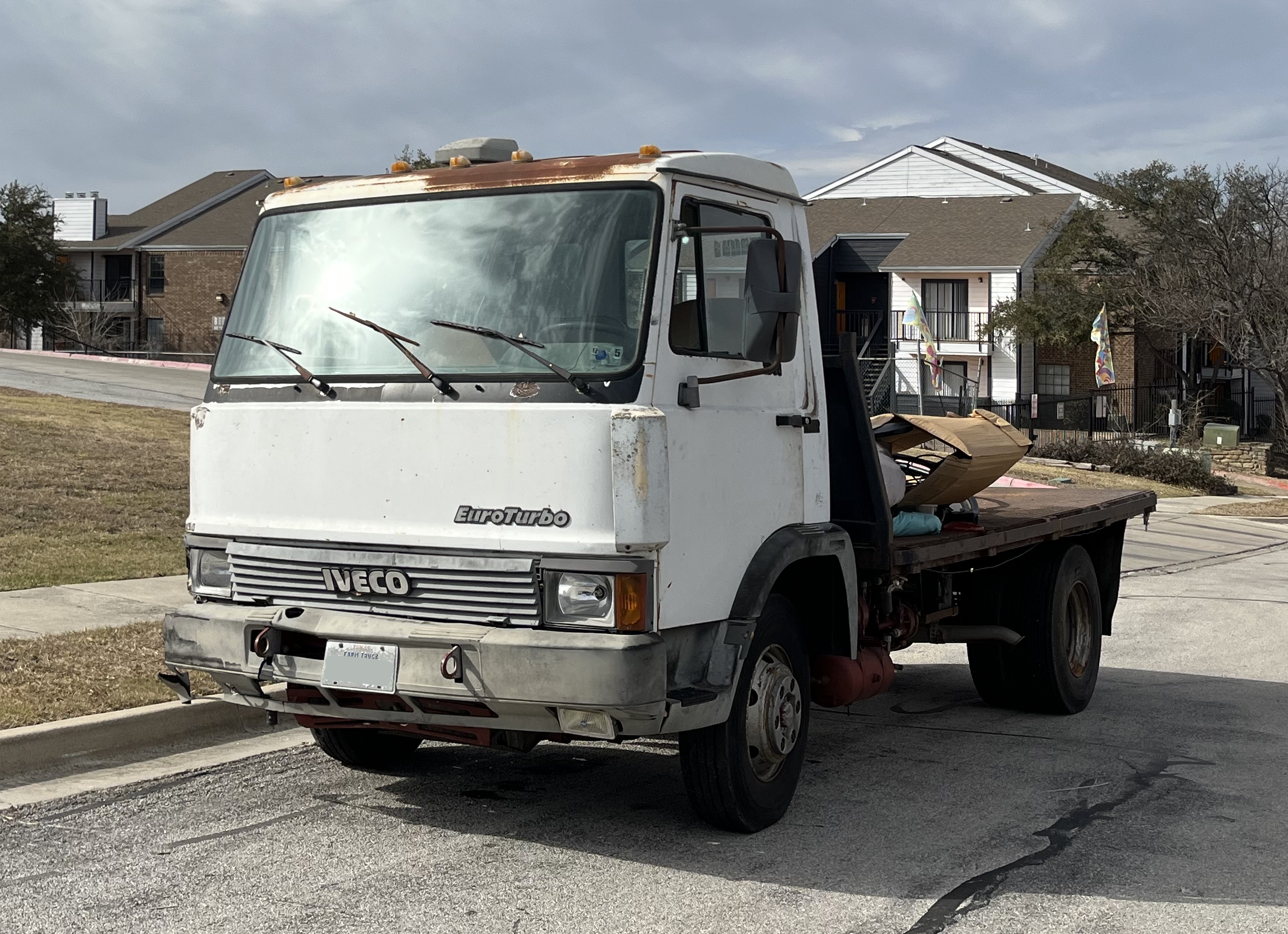
Iveco EuroTurbo - de Amerikaanse versie

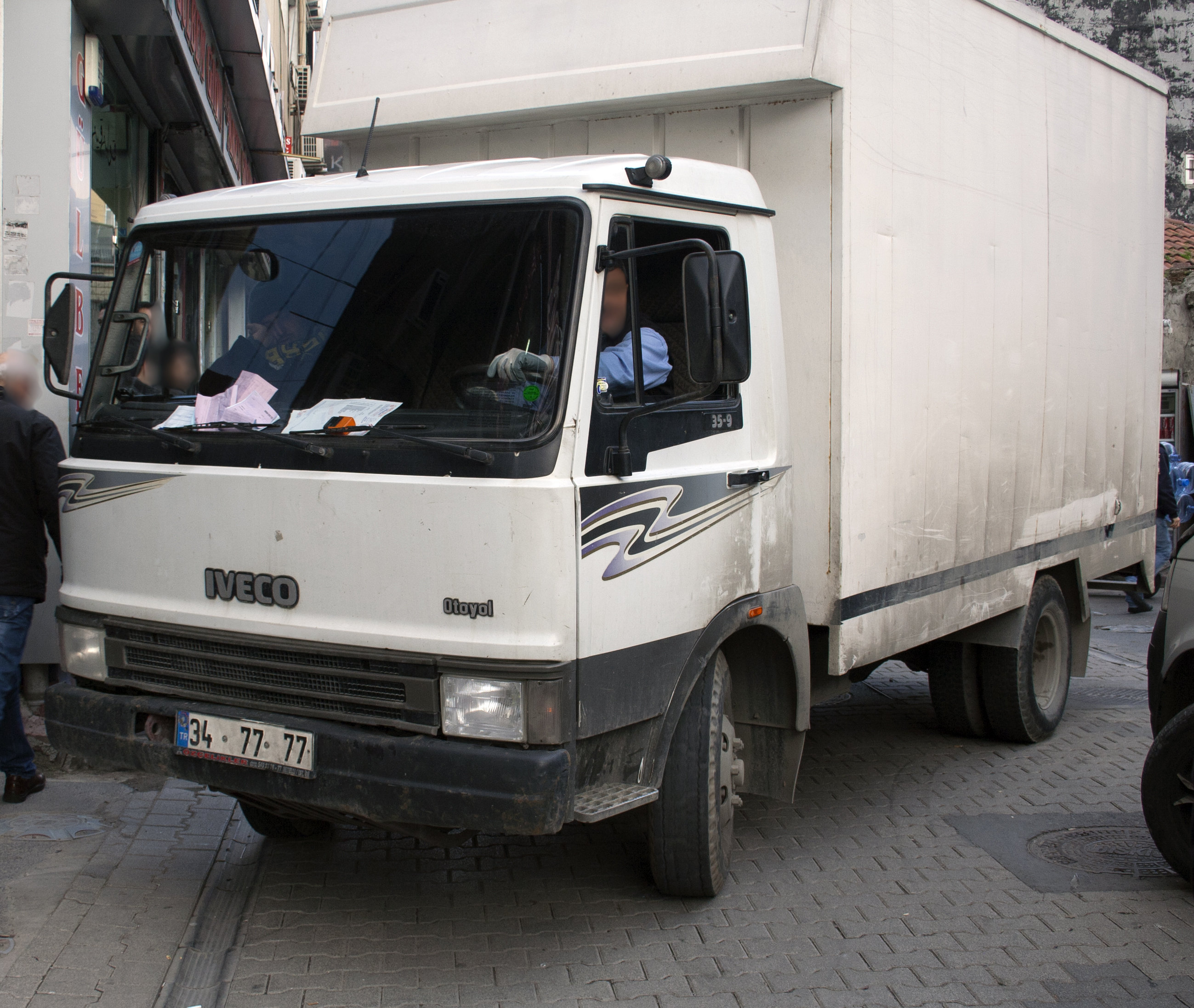
Iveco-Otoyol Zeta - geproduceerd in Turkije bij Otoyol

De Iveco Zeta en Iveco TurboZeta was een lichte vrachtwagen van de Italiaanse fabrikant Iveco die tussen 1977 en 1992 gemaakt werd in Brescia. Het was min of meer een forse facelift van een serie vrachtwagens die door Officine Meccaniche werd gemaakt en simpelweg met nummers aangeduid werd (OM 20 t/m 190). Dit kwam omdat OM opgeslokt werd door Iveco. In Noord-Amerika werd het tot 1991 verkocht als Iveco EuroTurbo. In 1992 werd het model opgevolgd door de Iveco Eurocargo.
De vrachtwagen werd ook in licentie gebouwd door Zastava Trucks in (voormalig) Joegoslavië, Dina in Mexico en Otoyol in Turkije.
Doordat Iveco ook andere vrachtwagenmerken had overgenomen, werd het aangeboden onder veel merknamen.
- Fiat Z-serie
- Magirus-Deutz 90D-serie
- OM 20 t/m 100
- Saurer-OM 20 t/m 100
- Unic Z-serie